# Дієго Реєс
Дієго Антоніо Реєс Росалес (ісп. Diego Antonio Reyes Rosales, нар. 19 вересня 1992, Мехіко) — мексиканський футболіст, півзахисник клубу «УАНЛ Тигрес» та національної збірної Мексики.

## Клубна кар'єра
Народився 19 вересня 1992 року в місті Мехіко. Вихованець футбольної школи клубу «Америка». Дорослу футбольну кар'єру розпочав 2010 року в основній команді того ж клубу.
1 липня 2013 року перебрався до Португалії, уклавши контракт з місцевим «Порту». Новому клубу перехід гравця обійшовся у 7 млн. євро. Втім у португальському клубі виходив на поле дуже нерегулярно і влітку 2015 відправився на умовах оренди до іспанського клубу «Реал Сосьєдад». За рік був знову відданий в оренду до Іспанії, цього разу грав за «Еспаньйол».
2018 року став гравцем турецького «Фенербахче», де також основним гравцем не став і за півроку був відправлений в оренду до іспанського друголігового «Леганеса», в якому також виходив на поле епізодично.
Врешті-решт у серпні того ж 2019 року повернувся на батьківщину, ставши гравцем «УАНЛ Тигрес».

## Виступи за збірні
2008 року дебютував в юнацькій збірній Мексики, в складі якої брав участь у юнацькому чемпіонаті світу 2009 року та юнацькому чемпіонаті Південної Америки. Взяв участь у 6 іграх на юнацькому рівні.
Протягом 2010–2011 років залучався до складу молодіжної збірної Мексики, разом з якою брав участь у молодіжному чемпіонаті Північної Америки 2011 року та молодіжному чемпіонаті світу 2011 року. Всього на молодіжному рівні зіграв у 11 офіційних матчах.
З 2011 року захищав кольори олімпійської збірної Мексики, в складі якої був учасником футбольного турніру на Олімпійських іграх 2012 року у Лондоні, де мексиканці стали олімпійськими чемпіонами.
5 липня 2011 року у віці 18 років дебютував в офіційних матчах у складі національної збірної Мексики в грі зі збірною Чилі в рамках Кубка Америки 2011 року в Аргентині, що завершилася поразкою мексиканців з рахунком 1-2. На турнірі Реєс зіграв в усіх трьох матчах збірної.
Згодом регулярно залучався до лав збірної команди і брав участь у міжнародних турнірах. Зокрема двічі ставав у складі національної команди володарем Золотого кубка КОНКАКАФ, у 2015 і 2019 роках.
Наразі провів у формі головної команди країни 65 матчів, забив 2 голи.

## Титули і досягнення
- Чемпіон КОНКАКАФ (U-20): 2011
- Переможець Панамериканських ігор: 2011
- Олімпійський чемпіон: 2012
- Володар Золотого кубка КОНКАКАФ: 2015, 2019